# Dairon Mosquera
Dairon Mosquera Chaverra (Bojayá, 23 giugno 1992) è un calciatore colombiano, difensore dell'Unión Magdalena.

## Carriera

### Club
Ha giocato nella massima serie dei campionati colombiano, messicano e paraguaiano.

## Palmarès

### Club

#### Competizioni nazionali
- Campionato colombiano: 2

Santa Fe: 2014-II, 2016-II
- Súper Liga: 2

Santa Fe: 2015, 2017
- Campionato paraguaiano: 2

Olimpia: 2018-I, 2018-II
- Copa Colombia: 1

Independiente Medellín: 2019

#### Competizioni internazionali
- Coppa Sudamericana: 1

Santa Fe: 2015
- Coppa Suruga Bank: 1

Santa Fe: 2016